# Madracis carmabi
Espèce
Statut de conservation UICN

 DD  : Données insuffisantes
Statut CITES
Madracis carmabi est une espèce de coraux appartenant à la famille des Pocilloporidae.

## Étymologie
Son nom spécifique, carmabi, lui a été en reconnaissance du Carmabi (Caribbean Research and Management of Biodiversity Foundation (en)) pour son rôle important dans les travaux de recherche sur les coraux des Caraïbes et ce depuis plus de quarante ans.

## Publication originale
- Vermeij, Diekmann & Bak, 2003 : A new species of scleractinian coral (Cnidaria, Anthozoa), Madracis carmabi, n. sp. from the Caribbean. Bulletin of Marine Science, vol. 73, pp. 679-684 (introduction) (en).